# Eilema lutea
Eilema lutea là một loài bướm đêm thuộc phân họ Arctiinae, họ Erebidae.